# Fundación Cultural del Banco Central de Bolivia
La Fundación Cultural del Banco Central de Bolivia (FCBCB), es una institución gubernamental de Bolivia, creada mediante Ley N° 1670 de 31 de octubre de 1995 con el objeto de mantener, proteger, conservar, promocionar y administrar los Repositorios Nacionales y Centros Culturales bajo su tuición.
Bajo su tuición y administración se encuentran nueve importantes espacios culturales de Bolivia, entre ellos la Casa de la Libertad, Archivo y Biblioteca Nacionales de Bolivia (Sucre), Casa Nacional de Moneda (Potosí) y Museo Nacional de Etnografía y Folklore (La Paz), el Museo Nacional de Arte (La Paz).
La Fundación tiene sus oficinas centrales en la calle Fernando Guachalla N° 476 en La Paz.

## Estatus legal
La FC-BCB es constituida como una persona colectiva estatal de derecho público, bajo tuición del Banco Central de Bolivia, con personalidad jurídica y patrimonio propios, con competencia administrativa, técnica y financiera.
A partir de 1997, la FC-BCB entra en funcionamiento, conformada inicialmente por un Consejo de Administración que se constituye en la Autoridad Superior de la Entidad, una Secretaría Ejecutiva como Máxima Autoridad Ejecutiva y cuatro Centros Culturales bajo su tuición y administración: Casa de la Libertad, Archivo y Biblioteca Nacionales de Bolivia (Sucre), Casa Nacional de Moneda (Potosí) y Museo Nacional de Etnografía y Folklore (La Paz). Mediante Ley N° 2389 de 23 de mayo de 2002, el Museo Nacional de Arte (La Paz) es puesto bajo tuición y administración de la FC-BCB. 

## Centros culturales y repositorios nacionales
La fundación conserva el patrimonio de Bolivia en los siguientes repositorios nacionales y centros culturales: 
1. Archivo y Biblioteca Nacionales de Bolivia, con sede central en Sucre.
2. Casa de la Libertad, en Sucre.
3. Casa de la Moneda de Bolivia, en Potosí.
4. Museo Nacional de Arte, con sede central en La Paz.
5. Museo Nacional de Etnografía y Folklore, con sede central en La Paz.
6. Centro de la Cultura Plurinacional, en Santa Cruz de la Sierra.
7. Centro de la Revolución Cultural, en La Paz.
8. Museo Fernando Montes, en La Paz.

### Centro de la Cultura Plurinacional
En la gestión 2005, mediante Resolución No 276/2005 de 6 de diciembre de 2005 del Banco Central de Bolivia, se autoriza la transferencia a título gratuito del inmueble de propiedad del BCB, ubicado en la calle Gabriel René Moreno No 369 de la ciudad de Santa Cruz de la Sierra, a favor de la FC-BCB, para establecer un Centro Cultural en dicha ciudad, a fin de apoyar el desarrollo cultural de la región.
El Centro de la Cultura Plurinacional (CCP), es inaugurado en el año 2009. Mediante Ley N° 398, del 3 de septiembre de 2013, se dispone la modificación del Art. 82 de la Ley N° 1670 de 31 de octubre de 1995, donde se establecía la  tuición y administración de diferentes repositorios nacionales, la modificación incluyó éste Centro como parte del conjunto de entidades culturales administradas por la FCBCB.
Mediante Resolución de Directorio del BCB No 095/2015 de fecha 9 de junio de 2015, se aprueba el nuevo Estatuto de la Fundación Cultural del Banco Central de Bolivia, norma interna de mayor jerarquía, donde se establece que la FUNDACIÓN tendrá por objeto mantener, proteger, conservar, promocionar y administrar los Repositorios Nacionales, estará dirigida por un Consejo de Administración compuesto por siete consejeros de reconocido prestigio en el ámbito cultural e histórico.

### Centro de la Revolución Cultural
El Centro de la Revolución Cultural, nueva dependencia de la FCBCB, creada como plataforma curatorial, con fines de estímulo a la creación y la difusión de producciones culturales en artes visuales, audiovisuales, escénicas, musicales, literarias, investigativas y editoriales. El año 2019 cursa la primera gestión es espacios de la exestación Central mediante la firma de un convenio con la Empresa Estatal “Mi Teleférico”.

### Museo Fernando Montes
El Museo “Fernando Montes” fue formado sobre la base de una donación de obras y bienes de la familia del pintor paceño, y la asignación de espacios exclusivos en la casa de la FCBCB ubicada en el barrio de Sopocachi de La Paz. Fue inaugurado en enero de 2019 y es de ingreso libre al público. Ambos factores coincidieron para el emplazamiento de un pequeño museo donde se exhibe la obra donada, se cuenta con una tienda para la promoción y difusión de publicaciones de todos los repositorios de la FCBCB, y un jardín interior de acceso libre.

### Casa Museo Marina Núñez del Prado
La FCBCB recibió en la gestión 2016 la oferta de transferencia a título gratuito de la Casa Museo Marina Núñez del Prado y de todos los bienes culturales que alberga, por parte de miembros del Directorio de la Fundación Marina Núñez bajo la Presidencia del artista Gil Imaná Garrón, institución que administró este repositorio hasta el cierre del museo. El Consejo de Administración de la FCBCB, en coordinación con el Directorio del BCB como su ente tutor, aceptó la transferencia mediante Resolución de Consejo de Administración, consolidándose la donación mediante Ley del Órgano Legislativo Plurinacional que declara patrimonio a la Casa Museo Marina Núñez y al conjunto de bienes culturales que la conforman, y establece su dependencia a la FCBCB.
En 2019, habiéndose promulgado la Ley N° 1231 y dando cumplimiento a sus disposiciones, en fecha 27 de septiembre, la FCBCB recibió en propiedad la Casa Museo Marina Núñez del Prado y todos los bienes culturales que en ella se conservan, para su gestión y administración. La entrega se realizó de manos de  Gil Imaná, Presidente de la que fuera Fundación Núñez del Prado, en un acto administrativo con presencia de notario de fe pública.

## Publicaciones y emisiones
Desde el año 2013 la fundación publica una revista bimensual denominada Piedra de Agua, dedicada al arte y la cultura. En 2020 éstas publicaciones fueron puestas en línea para consulta y se sumaron a otros espacios de difusión como documentales y programas de televisión emitidos en el canal del Estado. 